# Idioma yanesha
El yánesha (autoglotónimo Yaneshac̈h [janeʃaˀt͡ʂʰ]; literalmente 'nosotros, la gente'), también llamado amuesha o amoesha es una lengua de la familia arahuaca hablada por el pueblo amuesha del Perú en la región central y oriental de Pasco.
Debido a la influencia y dominación del Imperio Inca, el yánesha' tiene muchas palabras prestadas del quechua, incluyendo algún vocabulario básico. Yánesha' también puede haber sido influenciado por el sistema de vocales del quechua, de manera que, hoy en día, tiene un sistema de tres vocales en lugar de uno de cuatro vocales que es típico de las lenguas arawakas relacionadas. También hay muchas palabras prestadas de las lenguas kampa.

## Fonología
El yanesha' tiene 22 consonantes y 9 fonemas vocálicos. Las consonantes tienen un cierto grado de variación alofónica mientras que la de las vocales es más considerable.
|                 |                 | Bilabial | Bilabial | Alveolar | Retroflexa | Palatal      | Velar  |
| Simple          | Palatalizada    |          |          | Alveolar | Retroflexa | Palatal      | Velar  |
| --------------- | --------------- | -------- | -------- | -------- | ---------- | ------------ | ------ |
| Nasal           | Nasal           | m m      | m̃ mʲ     | n n      |            | ñ nʲ         | (ŋ) 2  |
| Oclusiva        | Oclusiva        | p p      | p̃ pʲ     | t t      |            | t̃ tʲ / c̃ kʲ1 | c/qu k |
| Africada1       | Africada1       |          |          | ts t͡s    | c̈h t͡ʂ      | ch t͡ʃ        |        |
| Fricativa       | sorda           |          |          | s s      |            | sh ʃ         | j x    |
| Fricativa       | Sonora          | b β      | b̃ βʲ     |          | rr ʐ       | guë ɣʲ       | G ɣ    |
| Vibrante simple | Vibrante simple |          |          | r ɾ      |            |              |        |
| Aproximante     | Central         |          |          |          |            | y j          | hu/u w |
| Aproximante     | Lateral         |          |          |          |            | ll lʲ        |        |

1. Las africadas y /tʲ/ son fonéticamente aspiradas.
2. [ŋ] es un alófono de /n/ antes de /k/.

El yanesha, similarmente a idiomas como el ruso, el irlandés y el marshallés, hace contrastes entre ciertos pares de consonantes palatalizadas y simples:
- anajp̃ //aˈnaxpʲ// ('le contestó') vs. anajp //aˈnaxp// ('contestó')
- esho'ta netsorram̃o /eˈʃota netsoˈʐamʲo/ ('introducido mi sierra') vs. esho'ta nenamo /eˈʃota ne'namo/ ('introducido mi boca')
- ña /nʲa/ ('él') vs. na /na/ ('yo')

Las dos consonantes palatalizadas restantes, /lʲ/ y /tʲ/, no ofrecen un contraste unívoco con las consonantes simples; la primera porque es la única consonante lateral y por lo tanto no contrasta con ningún otro fonema sobre la base de la palatalización justa; /tʲ/, si bien contrasta con la /t/, también contrasta con la /ts/, /tʃ/, y /tʂ/. Las consonantes bilabiales palatalizadas tienen un deslizamiento palatal más perceptible que las alveolares. Finalmente, este deslizamiento no tiene voz en /pʲ/ y /lʲ/ mientras que está ausente en /mʲ/.
Otra característica general de yanesha' es el ensordecimiento en ciertos contextos. Además del ensordecimiento de los deslizamientos palatales anteriores, la fricativa retroflexa /ʐ/ es sorda en final de palabra (ensordecimiento final) o ante una consonante sorda (asimilación regresiva): arrpa /ˈaʐpa/ ('aquí está') → [ˈaʂpa]. Las aproximantes /w/ y /j/ son sordas antes de oclusivas sordas, como en huautena /wawˈteːna/ ('ladridos') y neytarr /nejˈtaʐ/ ('mi puerta'); /j/ también es sorda antes de africadas y en final de palabra: ahuey /aˈwej/ ('vamos').
Del mismo modo, las clusivas /p/, t/ y /k/ se aspiran palabra-finalmente ellap /eˈlʲap/ ('escopeta') → [eˈlʲapʰ]; precediendo a otra parada o a una afrenta, se puede aspirar o no a una parada para que etquëll /eːtˈkelʲ/ ('un pez') se realice como [eetʰkelʲ] o [eetkelʲ]. La fricativa velar /x/ es debucalizada a [h] antes de otra consonante.

### Vocales
El yanesha' tiene tres cualidades vocálicas básicas, /a/, /e/, y /o/. Cada una de ellas contrasta fonéticamente entre las formas corta, larga y "laríngea" o glotada.
La laringalización consiste generalmente en la glotalización de la vocal en cuestión, creando una especie de voz chirriante. En los contextos pre-finales, se produce una variación –especialmente antes de las consonantes vocales– que va desde la fonación chirriante a lo largo de la vocal hasta una secuencia de una vocal, el tope glotal y una vocal ligeramente rearticulada: ma'ñorr /maˀˈnʲoʐ/ ('ciervo') → [maʔa̯ˈnʲoʂ]. Antes de una palabra-final nasal, esta vocal rearticulada puede ser realizada como una cualidad silábica de dicha nasal. También, aunque no tan larga como una vocal fonéticamente larga, las vocales laríngeas son generalmente más largas que las cortas. Cuando son absolutamente definitivas, las vocales laríngeas difieren de las cortas solo por la presencia de una siguiente parada glótica.
Cada vocal varía en sus cualidades fonéticas, teniendo alófonos contextuales así como teléfonos en libre variación entre sí:
/e/ es el fonema corto que consiste en teléfonos que están al frente y cerca del medio. Generalmente, se realiza como cerca [i] cuando se siguen las consonantes bilabiales. Por lo demás, los fonos [e] e [ɪ] están en libre variación entre sí de manera que /nexˈse/ ('mi hermano') puede ser realizado como [nehˈse] o [nehˈsɪ].
/eː/ es la contraparte larga de /e/. Difiere casi únicamente en su longitud, aunque cuando sigue a la /k/ se convierte en una especie de diptongo, siendo el primer elemento idéntico en la altura de las vocales, mientras que está más retraído, de modo que quë' /keː/ ('gran tipo de loro') se realiza como [ke̠e].
Laríngeo /eˀ/ consiste en la misma variación y alofonía del fonema corto con la pequeña excepción de que es más probable que se realice tan cerca siguiendo la /p/ como en pe'sherr /peˀˈʃeːʐ/ ('periquito') → [piˀˈʃeeʂ] 'periquito'.
/a/ es el fonema corto que consiste en los teléfonos que son centrales. Su realización más frecuente es la de una vocal central abierta y sin redondear [ä] (representada en adelante sin el diacrítico centralizador). Antes de la /k/, hay una variación libre entre ésta y [ə] de modo que el nanac /naˈnakʰ/ ("excesivamente") puede ser realizado como [naˈnakʰ] o [nanˈəkʰ]. Mientras que la contraparte laríngea es cualitativamente idéntica a la corta, la contraparte larga, /aː/, difiere sólo en que [ə] no es una realización potencial.
/o/ es el fonema corto que consiste en los fonos que están de vuelta así como redondeados. Generalmente, [o] y [u] están en variación libre de modo que oyua /ojoˈwa/ ('cerdo salvaje') puede ser realizado como [ojoˈwa] o [ujuˈwa]. El fono [ʊ] es otra posible realización, aunque lo más frecuente es que se produzca antes de las paradas para que no /no/ ('mi mano') pueda realizarse como [nʊtʰ]. [ʊ] no es una realización potencial de /oː/ larga, pero tanto la contraparte larga como la laríngea son por lo demás cualitativamente idénticas a la /o/ corta.

### Fonotáctica
Todas las consonantes aparecen inicialmente, medialmente y finalmente con la excepción de /ɣ/ y /w/ que no se dan en final de palabra. Con dos excepciones (/tsʐ/ y /mw/), los grupos iniciales incluyen al menos una oclusiva. Los otros posibles grupos iniciales son:
- /pw/, /pr/, /tr/, /kj/
- /tʃp/, /ʐp/, /tʃt/, /ʃt/

Los grupos de final de palabra consisten en una nasal o /x/ seguida de una oclusiva o africada:
- /mp/, /nt/, /nk/, /ntʲ/, /ntʃ/, /ntʂ/

Los grupos mediales pueden ser de dos o tres consonantes.

### Acento
Aunque aparentemente es fonémico, el acento tiende a producirse en la penúltima sílaba pero también en la última. Con menos frecuencia, en la antepenúltima. Algunas palabras, como oc̈hen /ˈotʂen/~/oˈtʂen/ ('peine, cresta'), tienen el acento en libre variación.